# Верхній Траянів вал

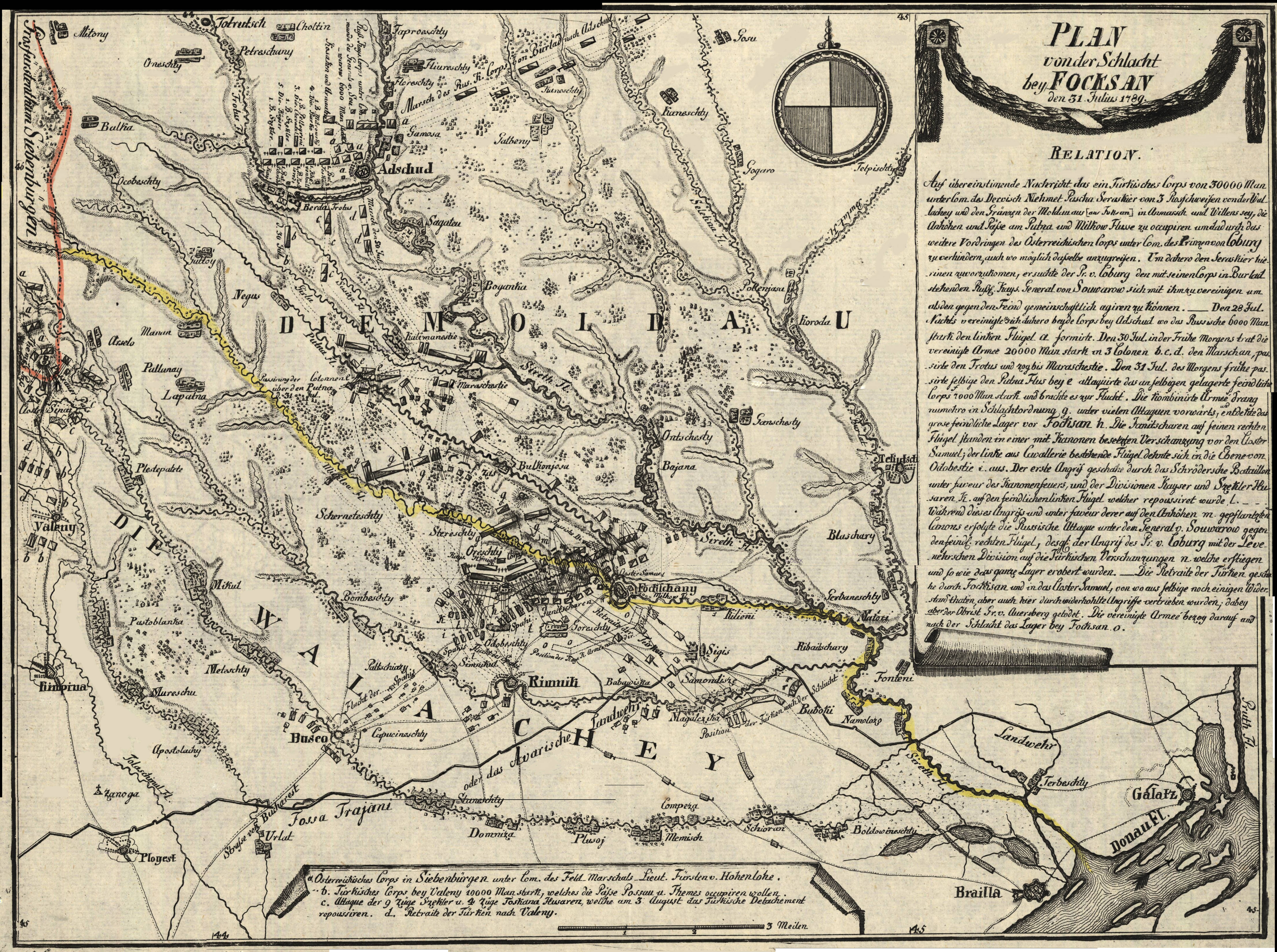
Мапа 1789 року, що зображує Троянів вал (fossa Trajani) як щільну зигзагоподібну смугу вздовж усієї нижньої частини.

Римські вали в Румунії. Верхній Траянів вал, який інколи також називають «Ґревтунґським валом» (Greuthungi Wall), позначено темно-зеленим кольором, крайній праворуч зверху.

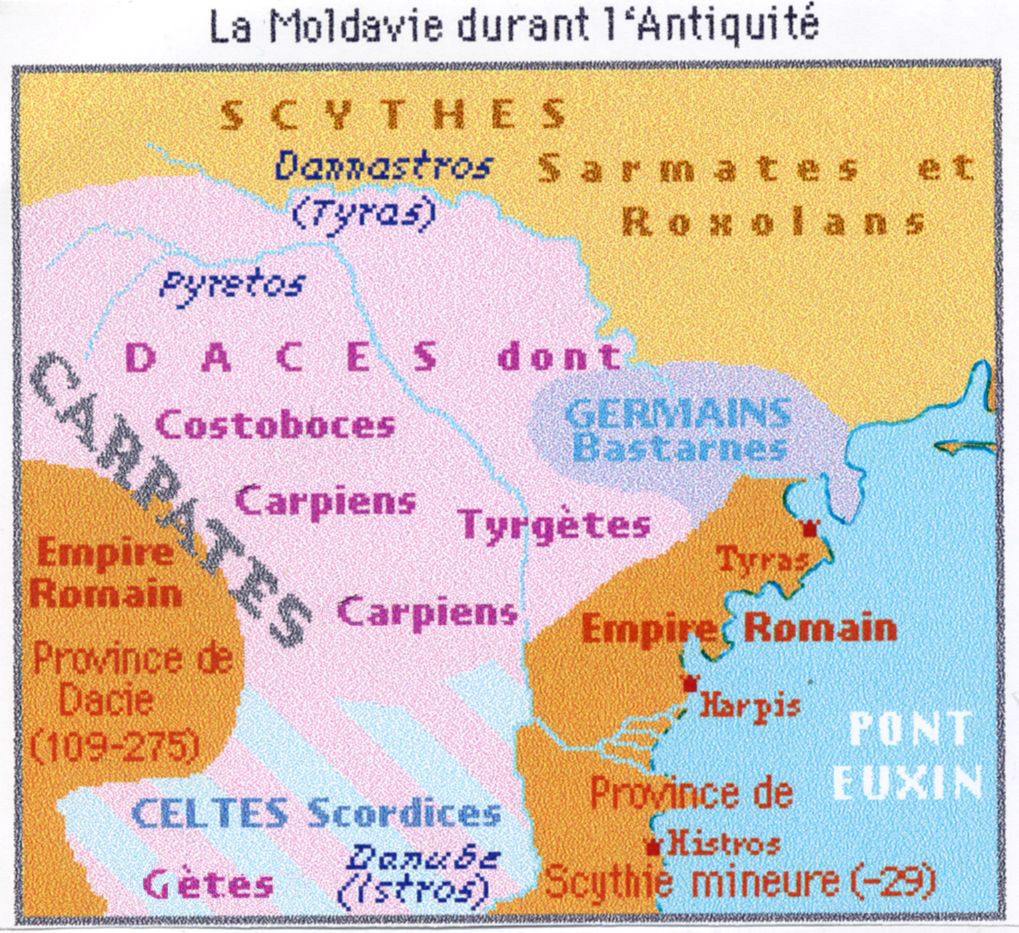
Мапа Молдови в давнину з розташуванням різних народів і племен.
Скіфи, Сармати і Роксолани
Дакійські племена
Германські племена
Кельтські племена
Володіння Римської імперії

Верхній Траянів вал, також відомий як Північний Траянів вал, — сучасна назва старовинних оборонних насипів (валів), що простягаються в центральній частині сучасної Молдови та частково на північному сході Румунії. Походження цього валу залишається предметом суперечок серед дослідників: одні вважають його римським, інші стверджують, що його було зведено у III–IV століттях германським племенем ґревтунґів (майбутніми остготами) для захисту своїх кордонів від гунів.
Існує припущення, що в пізніших римських джерелах він міг згадуватися як «Ґревтунґський вал», однак ця гіпотеза залишається непевною, оскільки ґрунтується лише на одному багатозначному згадуванні в творі Амміана Марцелліна.

## Опис
У Молдові вал простягається від річки Прут до річки Дністер, від міста Леова до міста Тегіна, проходячи повз численні населені пункти: Троян-Ялпуджень, Каракуй, Сереціка-Ноуе, Первомайськ, Градисце, Коштенгалія, Сату-Ноу, Чуфлешть, Баймаклія, Селкуца, Мар’янівка-де-Сус, Заїм, Кіркеєшть, Каушень, Кіцкань і Копанка. У Румунії залишки цього валу можна побачити в комунах Цигенаші, Кирнічень, Шендрень і Токсомень.
За даними історика І. Хинку (I. Hîncu), загальна довжина валу становить близько 120 кілометрів. Початкова висота сягала 3–4 метрів, ширина — 10–15 метрів, а з північного боку вал був укріплений ровом глибиною 2–3 метри. Нині в багатьох місцях його висота не перевищує пів метра.

## Питання походження
Існує кілька гіпотез щодо того, хто і коли збудував цей вал.
- Римська гіпотеза. Деякі вчені, наприклад Васіле Неделчук[3], стверджують, що вал спершу збудували римляни. Головним доказом вони вважають те, що оборонний рів розташований з північного боку, тобто звернений від римських володінь. Згідно з цією версією, імператор Траян близько 110 року н. е. звів перший земляний вал, щоб захистити прибережну смугу від дельти Дунаю до міста Тирас.
- Германська гіпотеза. Інші дослідники, такі як історик Пітер Хедер, вважають, що вал звели місцеві германські племена, насамперед для захисту від кочовиків Центральної Азії — гунів під проводом Аттіли[1].

Історик Томас С. Бернс займає більш обережну позицію та наголошує на необхідності точнішого датування. Пов’язати цей географічний об’єкт у Молдові з описом у Амміана Марцелліна вперше запропонував румунський історик Радул Вулпе 1957 року. Однак історик Хервіг Вольфрам ставить під сумнів запропоновану правку тексту Амміана, необхідну для того, щоб цей уривок можна було тлумачити як опис валу.